# Virbia flavifurca
Virbia flavifurca är en fjärilsart som beskrevs av George Francis Hampson 1916. Virbia flavifurca ingår i släktet Virbia och familjen björnspinnare. Inga underarter finns listade i Catalogue of Life.